# Udenafil
Thuốc udenafil được bán trên thị trường dưới tên thương mại Zydena. Nó nằm trong nhóm thuốc ức chế PDE5 (cũng bao gồm avanafil, sildenafil, tadalafil và vardenafil). Giống như các chất ức chế PDE5 khác, nó được sử dụng để điều trị rối loạn cương dương. Udenafil được phát triển bởi Công ty Dược phẩm Đông Á. Nó có tác dụng khởi phát khá nhanh (nồng độ đỉnh trong huyết tương sau 1 đến 1,5 giờ) và có thời gian tác dụng dài (thời gian bán hủy trong huyết tương từ 11 đến 13 giờ). Dược động học của Udenafil cho phép dùng một lần mỗi ngày (ngoài việc sử dụng theo yêu cầu). Liều thông thường là 100 và 200   mg. Udenafil có sẵn ở Hàn Quốc, Nga và Philippines. Nó chưa được phê duyệt để sử dụng tại Hoa Kỳ bởi Cục Quản lý Thực phẩm và Dược phẩm Hoa Kỳ.